# 穗序橐吾
穗序橐吾（学名：Ligularia subspicata）为菊科橐吾属的植物，为中国的特有植物。分布于中国大陆的云南等地，生长于海拔2,800米至4,800米的地区，多生长在林下、水边、林缘和高山灌丛，目前尚未由人工引种栽培。

## 异名
- Ligularia nudicaulis Chang